# Лапшина, Пелагея Юрьевна
Пелагея Юрьевна Лапшина (род. 25 марта 1992) — российская дзюдоистка, призёр чемпионата России, мастер спорта России. Выступает за Вооружённые Силы (Нефтеюганск).

## Спортивные результаты
- Чемпионат России по дзюдо 2013 года — ;
- Чемпионат России по дзюдо 2014 года — ;
- Чемпионат России по дзюдо 2016 года — ;